# Poziom
Poziom (płaszczyzna pozioma) – płaszczyzna prostopadła do kierunku działania siły ciężkości na powierzchni ciała niebieskiego lub w jej pobliżu. 
W geofizyce rozróżnia się poziom jako płaszczyznę, a powierzchnia prostopadłą do kierunku pola grawitacyjnego Ziemi nazywa się geoidą.
W technice (np. w budownictwie) do wyznaczania poziomu służy poziomica.
W połączeniach frazeologicznych, np. poziom morza, poziom zerowy, płaszczyzna odniesienia do pomiaru wysokości różnych miejsc (punktów) na lądzie.